# Polyrhachis inusitata
Polyrhachis inusitata är en myrart som beskrevs av Kohout 1989. Polyrhachis inusitata ingår i släktet Polyrhachis och familjen myror. Inga underarter finns listade i Catalogue of Life.